# Spreading the Disease
Spreading the Disease este al doilea album al formației americane de thrash metal Anthrax lansat la 12 August 1985. Spreading the Disease este primul album Anthrax cu vocalistul Joey Belladonna si cu basistul Frank Bello.

## Istorie

### Informatii de pe album
Trupa a produs albumul avandu-i pe Carl Canedy si Jon Zazula ca si producatori executivi. Albumul include single-ul Madhouse.
Conține 9 melodii, iar piesa „Madhouse” s-a bucurat de un videoclip transmis pe MTV Headbangers, însă din cauza versurilor și a faptului că fusese filmat într-un azil de nebuni a fost considerat un afront la adresa persoanelor cu dizabilități psihice și nu a fost difuzat decât o scurtă perioadă, trupa fiind criticată. Acesta a fost ultimul album care a avut versuri scrise de Neil Turbin, pe melodiile "Armed and Dangerous" si "Gung-Ho". "Medusa" este o melodie pe care initial au fost acreditati Turbin si Jon Zazula. Original el a fost acreditat pentru tot cantecul dar dupa o relansare a fost acreditata si trupa de-asemenea.

## Cântece
- 1. „A.I.R.” (Anthrax) - 5:45
- 2. „Lone Justice” (Anthrax) - 4:36
- 3. „Madhouse” (Anthrax) - 4:19
- 4. „S.S.C./Stand or Fall” (Anthrax) - 4:08
- 5. „The Enemy” (Anthrax) - 5:25
- 6. „Aftershock” (Anthrax) - 4:28
- 7. „Armed and Dangerous” (Neil Turbin) - 5:43
- 8. „Medusa” (Jon Zazula) - 4:44
- 9. „Gung-Ho” (Neil Turbin) - 4:34

## Personal
- Joey Belladonna - vocal
- Dan Spitz - chitară
- Scott Ian - chitară
- Frank Bello - bas
- Charlie Benante - baterie